# Lányok kontra fiúk
A Lányok kontra fiúk (eredeti cím: Girl Vs Boy) új-zélandi televíziós filmsorozat, amelyet a KHF Media, a NZ on Air és a TVNZ készített. Új-Zélandon a TV2 vetítette, Magyarországon a Megamax sugározta.

## Szereplők
- Maxine
- Hayley
- Tim
- Jake
- Tom
- Gina